# 黒木いちか
黒木 いちか（くろき いちか、1987年〈昭和62年〉4月10日 - ）は、日本のAV女優である。
宮城県出身、ロータスグループ所属。

## 略歴
2008年、東条 かれん名義でAVデビュー。2009年7月、黒木いちかに改名。
ロリータ系のルックスと大きな尻が特徴。

## 作品

### アダルトビデオ

#### 東条かれん
- 首都圏 援交 42（7月2日、プレステージ）
- 制服縞パンニーソックス（8月1日、TMA）
- エスカレートするドしろーと娘 137（8月1日、プレステージ）
- ミスキャンパス通信 File 02（8月22日、プレステージ）
- 新・桃尻娘。 2（9月19日、ケイ・エム・プロデュース）
- 高級メイド手コキサロン（9月19日、TMA）
- カリスマアイドル対抗 ガチフェラ早出しバトル（10月17日、レアル・ワークス）
- 汗だく 匂い立つ女の香、肉体と体液が混ざり合うセックス（10月23日、SODクリエイト）
- 純朴 上京娘／北海道より（11月17日、S級素人）
- 生中出し 新入女子社員 2（11月21日、メディアステーション）
- JK 5（12月1日、ABC/妄想族）
- kawaii*girl 24（12月25日、kawaii*）[3]

- SEX向上委員会 01（1月1日、アイデアポケット）
- 特選!! S級素人ギャルコレクション 4時間 7（1月16日、メディアステーション）
- ショーパン09 現役女子大生生中出し（2月4日、チーム川崎）
- 尻伝説（2月26日、実録出版）[4]
- JK・女子校生の放課後 センズリお手伝い 手コキ編 1（3月6日、映天）
- ≪眼ガン顔ガン射シャ!≫ メガ精子砲（3月19日、GLAY'z）
- 潜入! 人妻（秘）サークルのセックス講習会（3月19日、もっこりテレビ）講師役
- JKSP 見せつけオナニーしまくり120分（4月1日、ABC/妄想族）
- 私立IP女学院 4（4月1日、アイデアポケット）
- JK・女子校生の放課後 センズリお手伝いフェラ編 1（5月1日、映天）
- FELLATIO FESTIVAL 13（6月1日、アイデアポケット）
- 顔騎・尻コキ編 1（6月5日、映天）
- 尻フェチ塾（10月1日、ABC/妄想族）
- JK・女子校生の放課後 侵入!女子校生夜這い（10月9日、映天）
- JK・女子校生の放課後 ディルドオナニー 2（10月9日、映天）
- JK・女子校生の放課後 おもらし女子校生セックス（10月9日、映天）
- 会社でパコパコしよう。生中出し編（10月23日、BAZOOKA）
- SEX向上委員会COMPLETEBOX（12月1日、BAZOOKA）
- ASE BEST 001 GALSONA総集編中出し完了 240分Special!（12月18日、プレステージ）

2010年
- センズリお手伝いフェラ BEST120分（4月16日、映天）
- GALSONA 特別編 003（5月21日、プレステージ）

2011年
- 東条かれん×森野さくら×月野りさ×成瀬心美 BEST 8時間（10月20日、プレステージ）

#### 黒木いちか
- 絶対的美少女（7月1日、アイデアポケット）[5]
- HyperIdeaPocket 究極の尻フェチマニアックス（8月1日、アイデアポケット）[5]
- 美少女若奥様はSEX大好き女子大生（9月1日、アイデアポケット）[5]
- 日常にあるSEX（10月1日、アイデアポケット）[5]
- 熱尻! いちか先生（11月1日、アイデアポケット）[5]
- ファン感謝祭ぶっかけ（12月1日［DVD］/2010年1月1日［Blu-ray］、アイデアポケット）[5]
- 尻魂!（12月1日、アイデアポケット）[5]
- ASE BEST 001 GALSONA総集編中出し完了 240分Special!（12月18日、プレステージ）

- DIGITAL CHANNEL DC66（1月1日、アイデアポケット）[5]
- 学校でしようよ!（2月1日, アイデアポケット）[5]
- 素人参加型!童貞くん、いらっしゃ〜い!（3月1日、アイデアポケット）[5]
- 現役もインテリもミスキャンもみんなキャンパスでSEXしたいっ!（3月1日。アイデアポケット）
- ゴージャスオナニーサポート（4月1日、アイデアポケット）[5]
- 制服玩具（5月1日、アイデアポケット）[5]
- GALSONA 3（5月21日、プレステージ）
- 優等生黒木いちかを追いつめる!抵抗と諦め（6月1日、アイデアポケット）[5]
- お尻姫 黒木いちかのお尻だけじゃない8時間（7月1日、アイデアポケット）[5]
- サイレントSEX 声を出しちゃイケない24時（8月1日、アイデアポケット）[5]
- いちくり日記 ふたりのSweetMemories（9月1日、アイデアポケット）
- 改 HyperIdeaPocket 究極の尻フェチマニアックス（10月1日、アイデアポケット）[5]
- 夫の目の前で犯されて- 侵入者10（11月7日、アタッカーズ）[2]
- 100発の精子飲む（12月1日、アイデアポケット）[5]

- いちかは僕のいいなりM奴隷（1月1日, アイデアポケット）[5]
- 東京青姦散歩（2月1日, アイデアポケット）[5]
- IP卒業作品 完全ドキュメント AV女優・黒木いちかの全て（3月1日, アイデアポケット）[5]
- あなた、許して…。 -隣の男に犯されて3-（3月7日, アタッカーズ）[2]
- 僕のかわいい妹いっちーと毎日中出しH（はーと）（5月7日、SODクリエイト）
- 奴隷色の女教師6（6月7日、アタッカーズ）主演、
- 中出し射精公衆便女（7月7日、SODクリエイト）
- いちかどこかで お尻姫黒木いちかのやっぱりお尻だけじゃない8時間!（8月1日、アイデアポケット）[5]
- エリート女史、淫汁まみれ。 -黒木室長の業務日報-（8月7日、アタッカーズ）[2]
- 帰ってきた! 黒木いちかの尻フェチプレイとデカ尻セックス（8月29日、実録出版）[6]
- 美少女アイドル（10月7日、グレイズ）
- 凌辱に捧げた姉妹愛3（10月7日、アタッカーズ）[2]
- イカセッぱっ! 犠牲者（11月4日、グレイズ）
- フェラだけでイカせてあげる黒木いちかのフェラチオ360分SPECIAL!!（12月1日、アイデアポケット）[5]
- かわいい妹中出しエッチ（12月7日、グレイズ）
- 女教師in… ［脅迫スイートルーム］ Teacher Ichika（23） 10周年特別版全4時間（12月15日、ドリームチケット）
- お尻、すっごい!（12月19日、MARRION）

- 黒木いちか Hi-Vision Collection （ブルーレイディスク）（1月6日、グレイズ）
- 黒木いちか 4時間（1月20日、グレイズ）
- すぐに破れるコンドーム×黒木いちか（2月24日、EROTICA）
- ぶっかけ部屋（3月1日、MOODYZ）
- 弟に浮気がバレた義姉は抵抗しながらも夫に内緒で義弟との背徳的肉体関係に溺れる（3月22日、ヒビノ）
- 同じ日に見知らぬ男4人に中出しレイプされた人妻（4月3日、プレステージ）
- ZEUS 03（4月12日、MAD）
- 秘書・イラマチオ（4月20日、ワープエンタテインメント）
- 禁断介護（5月17日、グローリークエスト）
- 新陵辱女教師 犯されてもP○A会長の極太に感じる大人の女穴（5月24日、ヒビノ）
- お義父さん、ごめんなさい…。（6月25日、マドンナ）[7]
- 義父のとてもいやらしい接吻のトリコになった若妻（7月5日、ヒビノ）
- ビジネスホテルでマッサージを受けたら予想外に可愛い施術師が来て勃起して手を出した俺（7月5日、アキノリ）
- 進学塾の夏期講習に特別講師としてやってきた薄着の美人講師の腋に欲情した俺（7月19日、アキノリ）
- 義母失格 〜お願い、貴方のお義母さんでいさせて…〜（7月25日、マドンナ）[7]
- 乳首快楽Men’sサロン ゾクゾクしながら…癒されたい（8月3日、ドリームチケット）
- 【AV30】マリオンこってり240分っす（8月13日、マリオン）
- 【AV30】巨尻美尻大図鑑（8月13日、実録出版）他多数
- 黒木いちか 崩壊!!!ダルマ拘束強制イカセ!!（8月19日、CROSS）
- バイトの中で一番カワイイあの娘とやっちゃった俺 2（8月23日、アキノリ）
- 美人看護師に夜な夜な強制射精されてしまった俺（9月6日、アキノリ）
- ヒップ大好きしょう太くんのHなイタズラ（9月6日、グローリークエスト）
- 義母飼育（10月1日、VENUS）